# Jeffrey Tyssens
Jeffrey Tyssens (1965) is een Belgisch hoogleraar hedendaagse geschiedenis, die is verbonden aan de Vrije Universiteit Brussel.

## Overzicht
Tyssens studeerde Geschiedenis en Internationaal en Europees Recht aan de VUB. Hij promoveerde daar in 1992 en was vervolgens postdoctoraal onderzoeker van het Fonds voor Wetenschappelijk Onderzoek (FWO). Van 1997 tot 1998 was hij gastvorser aan de Section d’Histoire de l'Education van het Institut National de Recherche Pédagogique te Parijs.
Hij is docent hedendaagse politieke geschiedenis en leidt de Interdisciplinaire Onderzoeksgroep Vrijmetselarij. Hij zetelt in de redactie van de Journal for Research into Freemasonry and Fraternalism. Hij is bureaulid van het Belgisch Historisch Instituut te Rome en maakt deel uit van de raad van bestuur van ODIS - Intermediaire Structuren in Vlaanderen 19e-20e eeuw. In 2009 was hij Pieter Paul Rubens professor aan de Universiteit van Californië - Berkeley.

## Publicaties
- Tyssens, J. (2009). In Vrijheid Verbonden. Studies over Belgische vrijmetselaars en hun maatschappijproject in de 19de eeuw. Gent: Liberaal Archief, 2009, 235 p.
- Tyssens, J. (2003) (ed.).Van Wijsheid met Vreugd gepaard. Twee eeuwen vrijmetselarij in Gent en Antwerpen. Brussel /Gent: Marot /Tijdsbeeld, 211 p.
- Tyssens, J. (1993). Strijdpunt of pasmunt? Levensbeschouwelijk links en de schoolkwestie, 1918-1940. Brussel: VUBPress, 1993, 376 p.

- Bibliothèque nationale de France: cb13321357j (data)
- Digitale Bibliotheek voor de Nederlandse Letteren: tyss002
- Gemeinsame Normdatei: 1120052033
- International Standard Name Identifier: 0000 0000 3168 0804
- Library of Congress Control Number: n96110638
- Nederlandse Thesaurus van Auteursnamen: 079596789
- Système universitaire de documentation: 035489421
- Virtual International Authority File: 59228376
- WorldCat: E39PBJdgWBy4vbmpMtBvg73xXd